# Karol Zalewski
Karol Zalewski (Reszel, 7 de agosto de 1993) é um velocista polonês, campeão olímpico e mundial especialista nos 400 metros rasos.
Integrou a equipe polonesa que venceu o revezamento 4x400 m indoor no Campeonato Mundial de Atletismo em Pista Coberta de 2018, em Birmingham, Inglaterra, derrotando a equipe norte-americana e quebrando o recorde mundial indoor da prova em 3:01.77. Em Tóquio 2020, tornou-se campeão olímpico integrando o revezamento 4x400 m misto da Polônia, disputado pela primeira vez em Olimpíadas, com Natalia Kaczmarek, Justyna Święty-Ersetic e Kajetan Duszyński, com a segunda melhor marca do mundo e o primeiro recorde olímpico estabelecido. 